# Sporobolus giganteus
Sporobolus giganteus är en gräsart som beskrevs av George Valentine Nash. Sporobolus giganteus ingår i släktet droppgräs, och familjen gräs. Inga underarter finns listade i Catalogue of Life.